# Viili

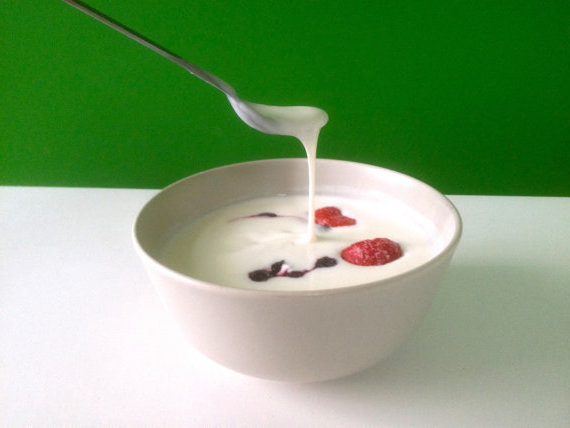
Viili

Viili (schwedisch filbunke) bezeichnet finnische Sauermilch. Sie kann ähnlich wie Joghurt oder Sauermilch verwendet werden. In ihrer typischen Form (mit 3,5 % Fett) ist sie leicht zähflüssig und zieht lange Fäden. Als Kermaviili (Kerma = Sahne) mit 10 % Fett kann sie wie Crème fraîche verwendet werden.
In Finnland wird Viili auch gern mit Zimt und Zucker, Marmelade, frischen Beeren oder althergebracht mit Talkkuna serviert. 
Viili kann leicht selbst zubereitet werden, wenn man eine Portion Viili als Basis verwendet. Eine Portion (200 ml) wird mit einem Liter pasteurisierter Vollmilch von etwa 30 °C vermischt und auf 6 Schalen verteilt. Nach etwa 24 Stunden an einem warmen Platz ist die Kultur reif und kann im Kühlschrank für ein paar Tage aufgehoben werden. Aus einer der Schalen kann die nächste Kultur angesetzt werden.